# Вовна (село)
Вовна (укр. Вовна) — село,
Вовнянский сельский совет,
Шосткинский район,
Сумская область,
Украина.
Код КОАТУУ — 5925380801. Население по переписи 2001 года составляло 569 человек.
Является административным центром Вовнянского сельского совета, в который, кроме того, входят сёла
Дибровка,
Залесье и
Калиновец.

## Географическое положение
Село Вовна находится в 2-х км от левого берега реки Бычиха,
на расстоянии в 1 км от села Дибровка.
По селу протекает пересыхающий ручей с запрудой.
Местность вокруг села заболочена, вокруг много небольших озёр.

## История
- Село Вовна известно с середины XVII века.
- Поблизости села Вовна обнаружены остатки поселений эпохи неолита (IV—III тыс. до н.э.).

## Экономика
- Молочно-товарная ферма.
- «Надежда», ООО.

## Объекты социальной сферы
- Школа.